# 1615

## Родени
- 13 март – Инокентий XII, римски папа

## Починали
- 15 януари – Вирджиния Медичи,